# Sortiment (Fleischerei-Fachgeschäft)
Als Sortiment bezeichnet man alle Produkte, die in Fleischer-Fachgeschäften oder entsprechenden Einrichtungen des Einzelhandel angeboten werden.
Das Sortiment wird unterteilt in das Grundsortiment und das Zusatzsortiment mit Handelswaren sowie Bedarfssortiment.
Das Grundsortiment umfasst Fleisch, Wurst, Feinkost, küchenfertige Erzeugnisse, Fleischwaren, Imbissprodukte, Fleischgerichte und Warme Speisen.
Das Bedarfssortiment umfasst Waren, welche als Ergänzung von Gerichten aus Fleisch und Wurst bestimmt sind. Außerdem gar- und/oder tischfertige Gerichte zur Erleichterung der Küchenarbeit (s. Convenience Food). Beispiele hierfür sind: Geflügel, Käse und Molkereiprodukte, Eier, Gemüse, Konserven und Getränke.